# Malaconothrus minimus
Malaconothrus minimus är en kvalsterart som beskrevs av Yamamoto och Coetzee 2003. Malaconothrus minimus ingår i släktet Malaconothrus och familjen Malaconothridae. Inga underarter finns listade i Catalogue of Life.